# Fosciandora
Fosciandora ist eine italienische Gemeinde in der Provinz Lucca in der Toskana mit 551 Einwohnern (Stand 31. Dezember 2023).

## Geografie

Lage der Gemeinde Fosciandora in der Provinz Lucca

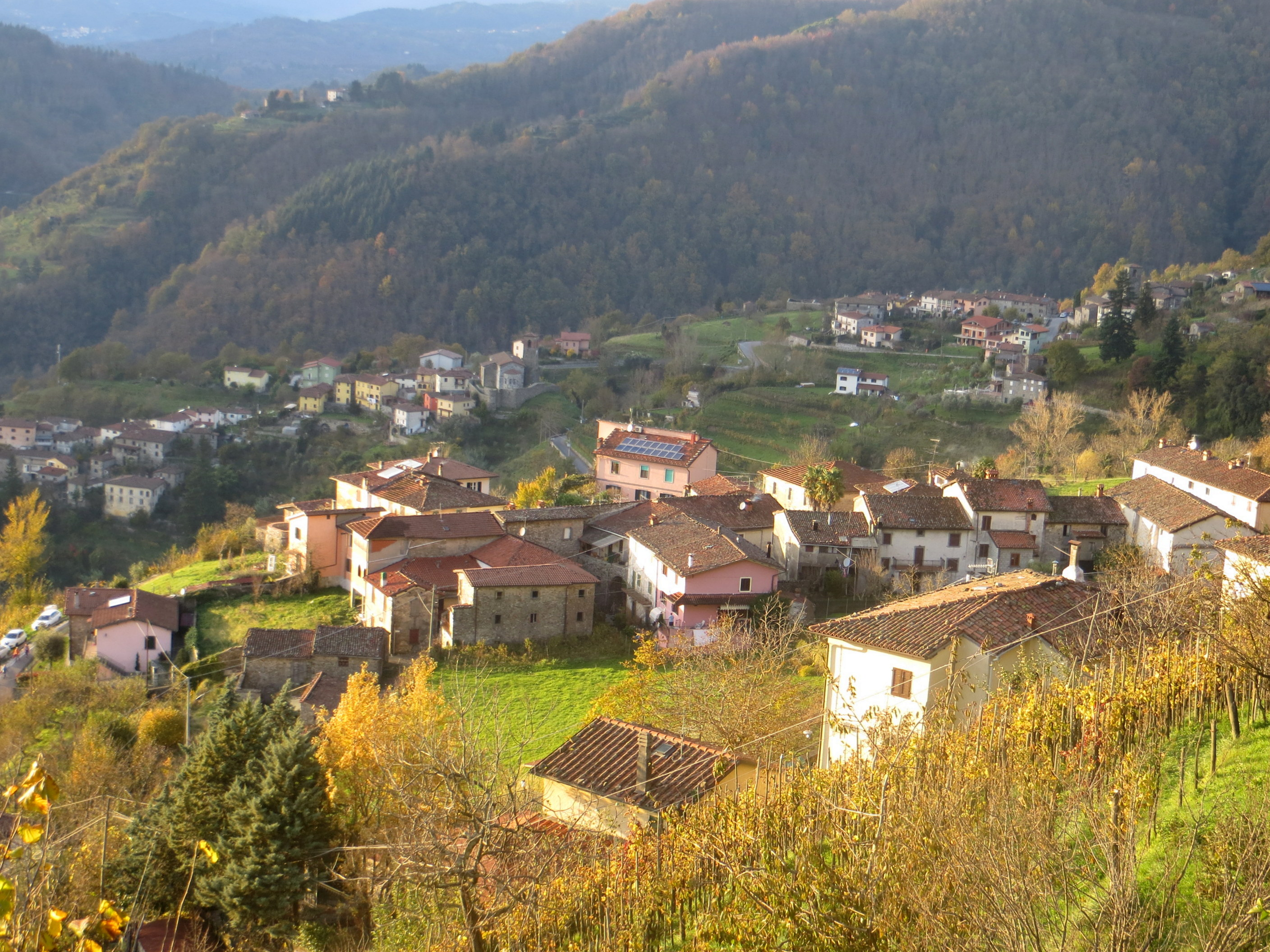
Die Ortsteile Ceserana und La Villa (re.)

Die Gemeinde liegt am linken Ufer des Serchio (3 von 106 km im Gemeindegebiet) am Hang in der Landschaft der Garfagnana. Der Ort liegt etwa 30 km nördlich der Provinzhauptstadt Lucca und rund 75 km nordwestlich der Regionalhauptstadt Florenz in der klimatischen Einordnung italienischer Gemeinden in der Zone E, 2 449 GG. Die Gemeinde grenzt im Osten an die Provinz Modena in der Emilia-Romagna.
Fosciandora besteht aus den Ortsteilen (Frazioni) Ponte di Ceserana, Ceserana (407 m, ca. 160 Einwohner), La Villa, Lupinaia (665 m, ca. 80 Einwohner), Fosciandora (495 m, ca. 160 Einwohner), Migliano (Rathaussitz), Riana (367 m, ca. 70 Einwohner) und Treppignana (571 m, ca. 30 Einwohner).
Zu den Nachbargemeinden gehören Barga, Castelnuovo di Garfagnana, Gallicano, Pieve Fosciana und Pievepelago (MO).

## Geschichte
Hauptort der Gegend war im Mittelalter der heutige Ortsteil Ceserana. Der heutige Hauptort Fosciandora wurde erstmals im 15. Jahrhundert erwähnt. Aufgrund seiner Lage zwischen Lucca und Modena und oberhalb des Serchiotals, war der Ort im 15. und 17. Jahrhundert Schauplatz von Auseinandersetzungen zwischen den Lucchesern und der Familie der Este. Davon zeugen noch Reste von Befestigungen im Dorf Lupinaia und die Festung Rocca di Ceserana. Die Gemeinde in ihrer heutigen Form entstand erst im 19. Jahrhundert.

## Sehenswürdigkeiten

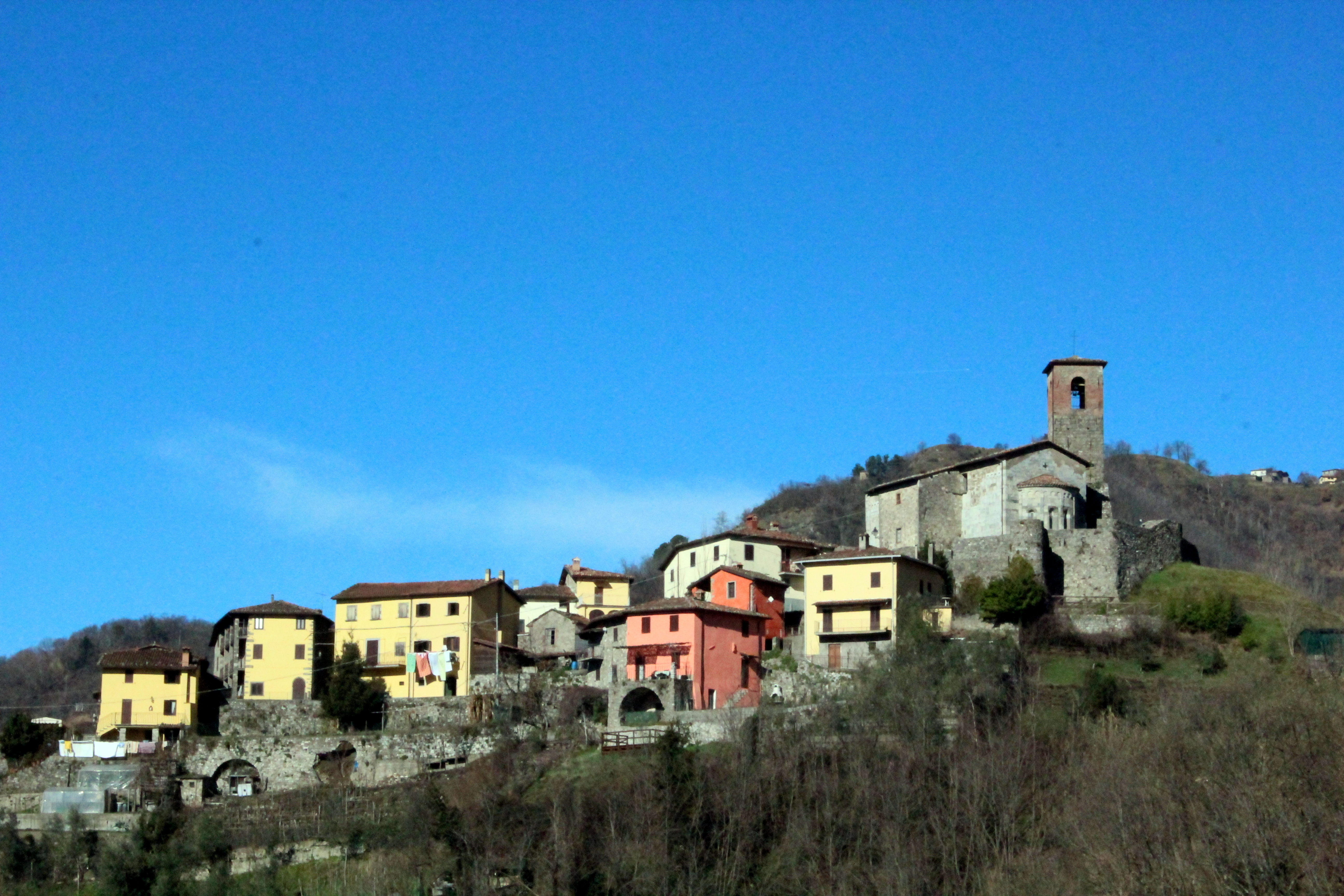
Panorama von Ceserana mit Rocca und der Kirche Sant’Andrea

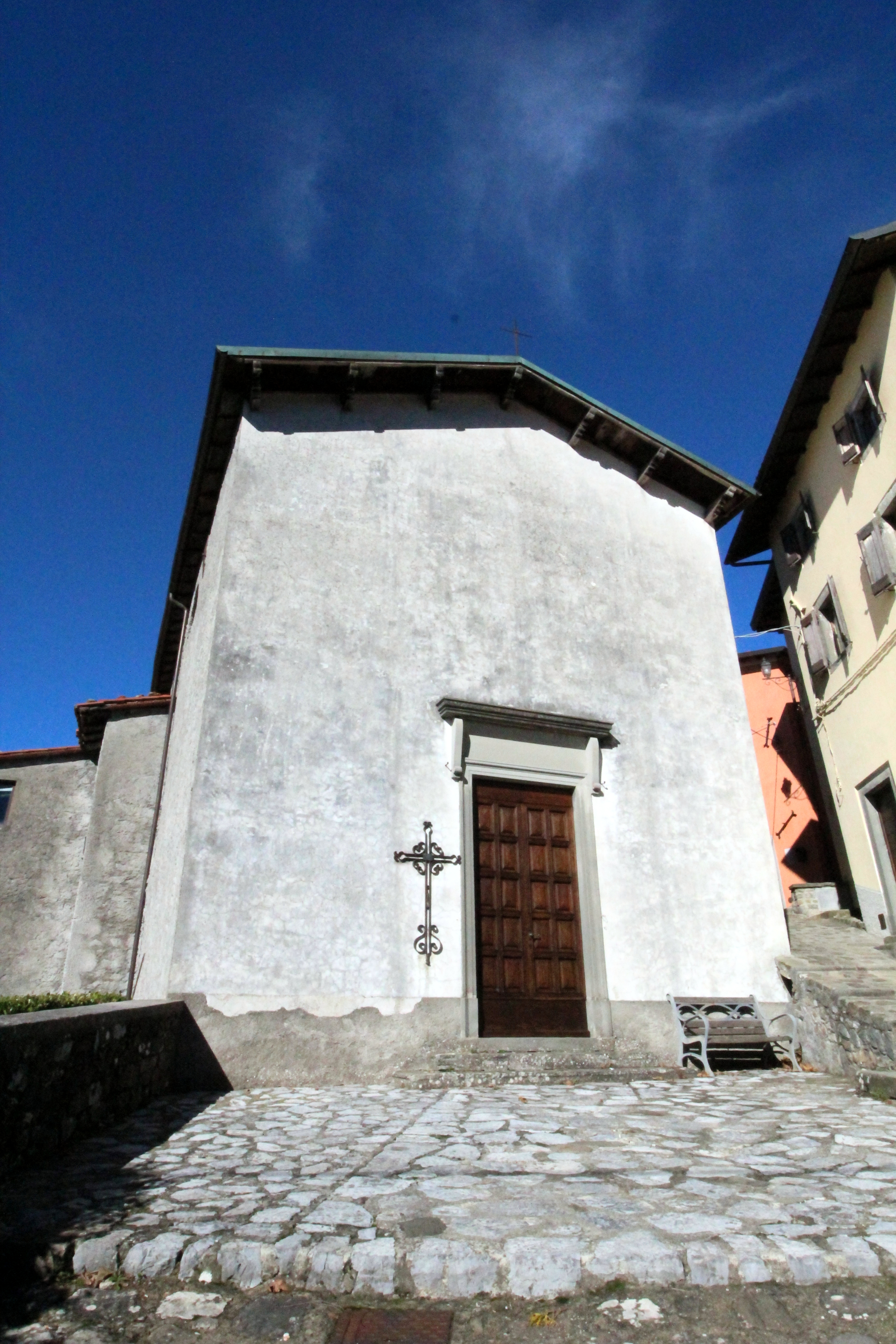
Die Kirche Madonna Addolorata im Ortsteil Lupinaia

- Chiesa di San Sebastiano, Kirche im Hauptort.[5]
- Chiesa di Sant’Andrea, Kirche im Ortsteil Ceserana, die im 12. Jahrhundert entstand.[6]
- Rocca di Ceserana, Burg im Ortsteil Ceserana, die wahrscheinlich im 12. Jahrhundert entstand. Wurde im 15. Jahrhundert durch die Familie Este wesentlich verändert und ausgebaut.[6]
- Chiesa di San Pietro, Kirche im Ortsteil Lupinaia, die seit mindestens 1514 Parochialkirche ist.[7]
- Chiesa della Madonna Addolorata, Kirche im Ortsteil Lupinaia. War früher der Madonna del Rosario geweiht und übernahm im 18. Jahrhundert den Namen von der in der Kirche befindlichen Statue Madonna dei Sette Dolori.[8] Enthält zudem von Pietro Paolini das Gemälde San Rocco (ca. 1638 entstanden).[9]
- Chiesa di San Michele Arcangelo, Kirche im Ortsteil Migliano. Wurde bereits im 10. Jahrhundert erwähnt und 1825 zur Pieve erhoben.[10]
- Chiesa di San Silvestro, Kirche im Ortsteil Riana.[11]
- Chiesa di San Martino, Kirche im Ortsteil Treppignana.[12]

## Verkehr
- Der Ort hat den Haltepunkt Fosciandora-Ceserana an der Bahnstrecke Aulla Lunigiana–Lucca.